# 圣克鲁斯-达拜沙韦尔迪
圣克鲁斯-达拜沙韦尔迪是巴西伯南布哥州的一个市镇。总面积91.2平方公里，总人口11664人，人口密度127.9人/平方公里。